# Jonotthan Harrison
Jonotthan Harrison (* 25. srpna 1991 v Grovelandu, stát Florida) je hráč amerického fotbalu nastupující na pozici Centera za tým Indianapolis Colts v National Football League. Univerzitní fotbal hrál za University of Florida, po Draftu NFL 2014, kdy si ho nevybral žádný tým, podepsal smlouvu s týmem Indianapolis Colts.

## Vysoká škola a univerzita
Harrison navštěvoval South Lake High School v Grovelandu na Floridě, kde se kromě amerického fotbalu věnoval i atletice. Nastupoval na více postech v útoku i obraně a za své výkony byl jmenován Offense/Defense All-American Bowl Offensive linemanem roku 2007. Noviny Orlando Sentinel ho vybraly jako člena prvního all-stars týmu v oblasti centrální Floridy.
Harrison přijal stipendium na University of Florida, kde se mezi roky 2010 až 2013 věnoval americkému fotbalu. Během této doby nastoupil do 39 utkání, v posledním ročníku jich odehrál všech dvanáct na pozici Centera a nakonec získal bakalářský titul v oboru antropologie a trestní soudnictví.

## Profesionální kariéra

### Indianapolis Colts
Poté, co si ho nevybral žádný tým během sedmi kol Draftu NFL 2014, Harrison jako volný hráč podepsal 12. května 2014 smlouvu s Indianapolis Colts, debut absolvoval 7. září téhož roku proti Denver Broncos. Celkem v sezóně 2014 nastoupil do patnácti utkání jako Center, z toho desetkrát jako startující hráč a pomohl svému týmu dostat se do finále Konference AFC. O rok později odehrál všech šestnáct utkání základní části, z toho devět jako startujíc hráč.